# Dolichotetranychus carnea
Dolichotetranychus carnea är en spindeldjursart som först beskrevs av Banks 1906.  Dolichotetranychus carnea ingår i släktet Dolichotetranychus och familjen Tenuipalpidae. Inga underarter finns listade i Catalogue of Life.